# 추억하기에는 아직 너무 이르다
〈추억하기에는 아직 너무 이르다〉(思い出にするにはまだ早すぎる)는 HKT48의 착신 싱글이다.